# Остапово (Курская область)
Оста́пово — деревня в Железногорском районе Курской области. Входит в состав Андросовского сельсовета. 

## География
Расположена в 7 км к юго-востоку от Железногорска при впадении реки Речицы в Чернь, фактически на краю карьера Михайловского ГОКа. Высота над уровнем моря — 169 м..

## Транспорт
В Остапово располагается одноимённая железнодорожная станция однопутной неэлектрифицированой линии Арбузово — Орёл.

## История
Упоминается с начала XVII века среди селений Радогожского стана Комарицкой волости Севского уезда. С 1674 года в Остапово упоминается православный храм, освящённый в честь Николая Чудотворца. В 1707 году в церкви служил священник Кондрат Максимов и дьячок Пётр Гордеев, прибывший сюда в 1706 году из села Студенок Кромского уезда. По переписи 1711 года Пётр Гордеев становится священником Николаевского храма села Остапово. По переписи 1705 года в селе было 18 дворов, проживало 72 человека (в т.ч. 19 недорослей), 11 человек находилось на военной службе. По переписи 1707 года в Остапово 17 жилых дворов, 1 пустой двор, 1 двор мельников. В то время в селе проживало 73 человека, мельников с детьми — 10. Эти переписи учитывали только мужское население и домохозяек-вдов или незамужних. По данным 1778 года селом владели дворяне Трубецкие и Репнины. За Трубецкими в то время числилось 8 душ мужского пола, за Репниными — 80. 
В 1866 году в бывшей владельческой деревне Остапово было 35 дворов, проживало 428 человек (201 мужчина и 227 женщин), действовали 5 маслобоен и мельница. Здесь проходила дорога губернского значения из Михайловки в Кромы. В обязанность местных жителей входил её ремонт на небольшом участке, однако эта часть дороги проходила в настолько заболоченном месте, что брёвна всё время утопали в болоте, а насыпь размывалась Речицей и Чернью во время весеннего половодья.  В 1877 году в Остапово было уже 82 двора, проживало 502 человека. В то время деревня входила в состав Веретенинской волости Дмитровского уезда Орловской губернии. В 1897 году в Остапово проживало 722 человека (345 мужского пола и 377 женского).

### Советское время
В 1926 году в деревне было 117 дворов, проживало 647 человек (315 мужского пола и 332 женского), действовали школа 1-й ступени и пункт ликвидации неграмотности. В то время Остапово входило в состав Курбакинского сельсовета Долбенкинской волости Дмитровского уезда. В 1928 году вошло в состав Михайловского (ныне Железногорского) района. 
В начале 1930-х годов в Остапово было создано 2 колхоза: «Красный Партизан» и «1-е Мая». Их организатором был рабочий-двадцатитысячник из Москвы Филипп Филиппович Филиппов.
В 1937 году в деревне было 120 дворов. Во время Великой Отечественной войны, с октября 1941 года по февраль 1943 года, находилась в зоне немецко-фашистской оккупации. 
В 1950 году остаповские колхозы «Красный Партизан» и «1-е Мая» были объединены в одну артель — имени Хрущёва. Председателями укрупнённого колхоза были К. М. Самошин (1950—1953), А. Н. Гришин (1953—1954), Иван Сергеевич Бородин (1954—1957). В 1957 году колхоз получил новое название — «Рассвет», до середины 1960-х годов руководил им по-прежнему И. С. Бородин. В 1959 году к «Рассвету» был присоединён колхоз «Звезда» (центр в д. Хлынино).
В 1958 году через деревню была проведена железная дорога, была открыта станция «Остапово». 
В 1959—1979 годах деревня была административным центром Остаповского сельсовета.
С 1980-х годов из-за близкого расположения карьера Михайловского ГОКа и ухудшающейся экологической обстановки население деревни стремительно сокращается.

## Население
| 1866 | 1877 | 1897 | 1926 | 1979 | 2002 | 2010 |
| ---- | ---- | ---- | ---- | ---- | ---- | ---- |
| 428  | ↗502 | ↗722 | ↘674 | ↘595 | ↘188 | ↘99  |

## Исторические фамилии
Гашины, Гришины, Гуровы, Зевакины, Исаичевы, Самошины, Тришкины, Трошенковы, Фирсовы, Хрипуновы, Чумаковы и другие.

## Улицы
В деревне 5 улиц:
- Железнодорожная
- Заречная
- Лесная
- Луговая
- Привокзальная

## Достопримечательности
К востоку от деревни располагаются «цветные озёра», образовавшиеся в отвалах карьера Михайловского ГОКа. Вода в них окрашивается в разные цвета оксидами железа и другими соединениями, содержащимися в отвалах.